# بریزویل (ایندیانا)
بریزویل (به انگلیسی: Braysville) یک منطقهٔ مسکونی در ایالات متحده آمریکا است که در شهرستان دیربورن، ایندیانا واقع شده‌است. بریزویل ۱۷۳٫۱۳ متر بالاتر از سطح دریا واقع شده‌است.